# Dynali H2S
Dynali H2S je enomotorni dvosedežni lahki helikopter, ki ga je zasnoval Jacky Tonet, proizvaja pa ga belgijsko podjetje Dynali Helicopter Company. Helikopter se lahko kupi v "kit" obliki in se ga sestavi doma ali pa se ga kupi že sestavljengaPoganja ga avtomobilski motor Subaru EJ25 z močjo 165 do 185 KM (123 do 138 kW) 
Kompozitni glavni rotor ima dva kraka in premer 7,22 metra, repni rotor pa je tipa fenestron in ima 8 krakov.

## Specifikacije (H2S)
Podatki iz Bayerl and Dynali
Splošne značilnosti
- Posadka: 1 pilot
- Število sedežev: 1 potnik
- Dolžina: 7,95 m (26 ft 1 in)
- Širina: 2,00 m (6 ft 7 in) (pristajalno podvozje)
- Teža praznega letala: 465 kg (1.025 lb)
- Bruto teža: 700 kg (1.543 lb)
- Kapaciteta goriva: 80 litrov
- Pogon letala: 1 × Subaru EJ25 4-valjni zračnohlajeni avtomobilski motor, 138 kW (185 hp)
- Premer glavnega rotorja:  7,22 m (23 ft 8 in)

Zmogljivost
- Maks. hitrost: 190 km/h (118 mph; 103 kn)
- Potovalna hitrost: 150 km/h (93 mph; 81 kn)
- Hitrost vzpenjanja: 6 m/s (1.200 ft/min)